# Adam Malcher

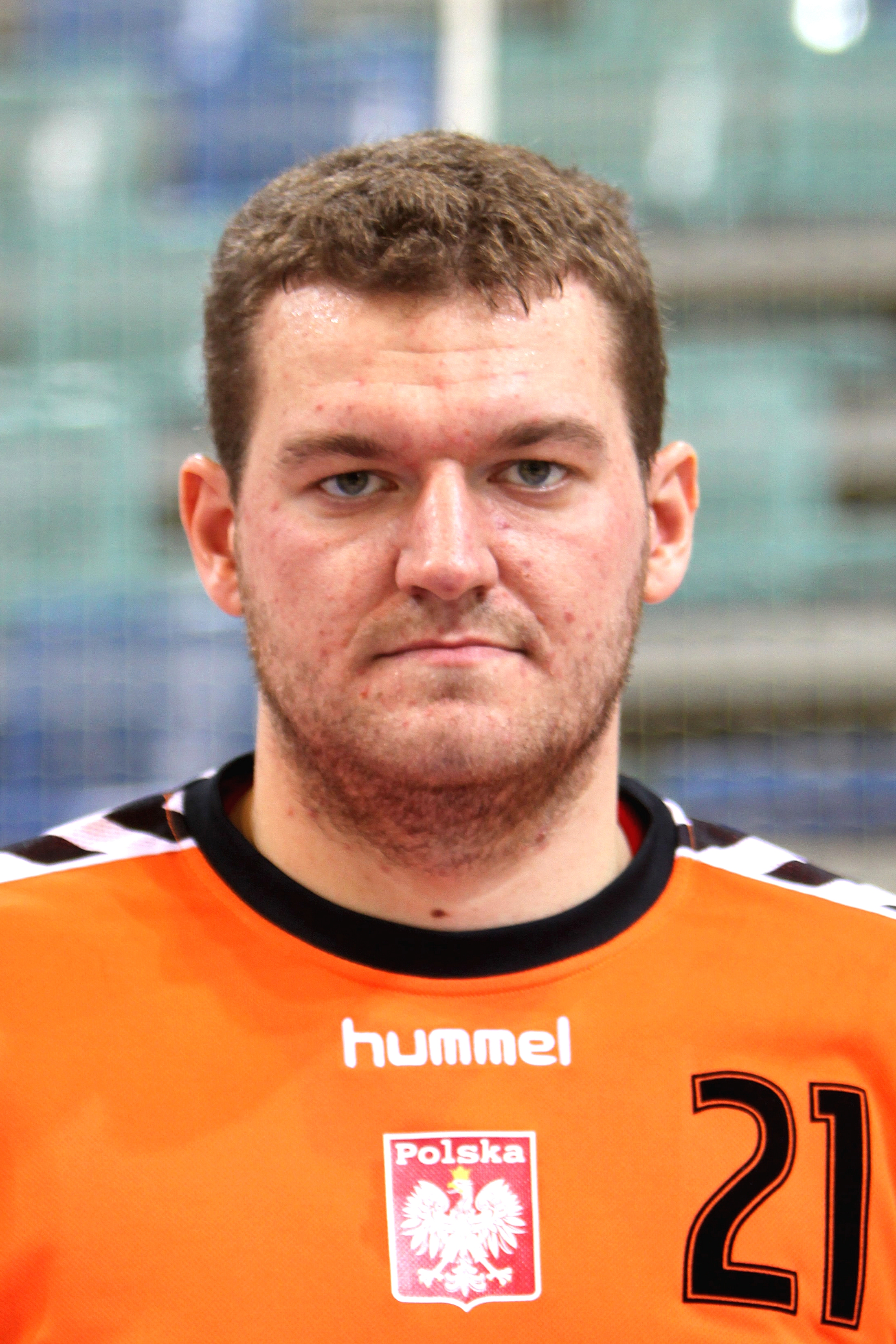
Adam Malcher (2010)

Adam Malcher (* 21. Mai 1986 in Opole) ist ein polnischer Handballtorwart.
Der 1,97 Meter große und 96 Kilogramm schwere Torhüter spielte anfangs für Gwardia Opole. Ab 2004 stand er bei MKS Zagłębie Lubin unter Vertrag. Im Sommer 2013 kehrte er zu Gwardia Opole zurück.
Adam Malcher steht im Aufgebot der polnischen Nationalmannschaft, so für die Handball-Europameisterschaft 2010. Bisher bestritt er 37 Länderspiele, in denen er ein Tor erzielte. (Stand: 11. Dezember 2016)